# Sezze
Sezze (Aussprache: set͡sə) ist eine italienische Stadt in der Provinz Latina in der Region Latium mit 23.753 Einwohnern (Stand 31. Dezember 2023).

## Geographie
Sezze liegt 80 km südöstlich von Rom und 21 km nordöstlich von Latina auf einem Hügel am Südabhang der Monti Lepini oberhalb der Pontinischen Ebene. Es ist Mitglied der Comunità Montana Monti Lepini e Ausoni.
Zu Sezze gehören die Ortsteile Casali, Ceriara, Colli, Crocemoschitto und Foresta, die in den Ausläufern der Monti Lepini liegen. Der Ortsteil Sezze Scalo befindet sich entlang der Bahnstrecke Roma–Formia–Napoli mit dem Bahnhof Sezze. Hier hat sich auch die Industrie angesiedelt.
Mit dem Auto ist Sezze über die Staatsstraße 7 Via Appia, beziehungsweise die Staatsstraße 156 dei Monti Lepini von Latina nach Frosinone erreichbar.

## Geschichte
Der Legende nach soll das antike Setia von Herkules gegründet worden sein. Es war eine Siedlung der Latiner. Bei der Ausdehnung ihres Territoriums wurde der Ort zum Stützpunkt der Römer ausgebaut. 382 v. Chr. wurde Setia zur Colonia. 82 v. Chr. wurde es von Sulla erobert. Danach war es landwirtschaftliches Zentrum und Standort zahlreicher Villen. 956 n. Chr. erklärte sich Sezze zur Freien Kommune. Die Päpste Gregor VII., Paschalis II. und Lucius III. residierten kurzzeitig in der Stadt. Im Jahre 1145 wurden die Frangipani Ortsherren. 1381 erlangten die Caetani die Kontrolle über Sezze. Später wurde der Ort Besitztum des Kirchenstaates.

## Bevölkerungsentwicklung
| Jahr      | 1871  | 1881  | 1901   | 1921   | 1936   | 1951   | 1971   | 1991   | 2001   |
| Einwohner | 8.890 | 8.508 | 10.679 | 12.878 | 16.432 | 18.393 | 17.846 | 21.457 | 21.935 |

Quelle: ISTAT

## Politik
Lidano Lucidi ist seit dem 18. Oktober 2021 Bürgermeister.

## Söhne und Töchter des Ortes
- Gaius Valerius Flaccus († vor 90), römischer Dichter (?).
- Lando von Sezze, Gegenpapst im 12. Jahrhundert.
- Karl von Sezze (1613–1670), Franziskaner und Heiliger.
- Pier Marcellino Corradini (1658–1743), Kardinal und Archäologe.
- Ippolito Rotoli (1914–1977), Erzbischof und Diplomat.Raffaele Giorgio Bonanno